# Piedad Brox
Piedad Brox Jiménez (Córdoba, 10 de marzo del 1979) es una física y divulgadora española especializada en el diseño digital de circuitos integrados para distintas aplicaciones (seguridad, sistemas difusos para procesado de imagen y vídeo, control no lineal).

## Trayectoria
Brox se licenció en Física por la Facultad de Ciencias de la Universidad de Córdoba en 2002 y se doctoró en 2009 en el Programa de Doctorado de Microelectrónica de la Universidad de Sevilla, con la tesis doctoral titulada Fuzzy logic-based algorithm for video de in-terlacing and its hardware implementation (Algoritmo basado en la lógica difusa para el desentrelazado de la señal de vídeo y su implementación de hardware) que obtuvo la máxima calificación y el reconocimiento cum laude con Mención Europea.
Una vez finalizada la tesis doctoral, Brox disfrutó de una beca Juan de la Cierva en el Instituto de Microelectrónica de Sevilla (IMSE-CNM), centro mixto del Consejo Superior de Investigaciones Científicas (CSIC) y la Universidad de Sevilla, que forma parte del Centro Nacional de Microelectrónica, junto con los Institutos homólogos que tienen su sede en Barcelona y Madrid. Después, obtuvo un contrato de acceso al sistema I+D+i financiado por el Plan Propio de Investigación de la Universidad de Sevilla en el Departamento de Electrónica y Electromagnetismo. Desde julio de 2018 es Científica Titular adscrita al Instituto de Microelectrónica de Sevilla (IMSE-CNM). Desarrolla su investigación en el Grupo de Investigación "Diseño de Circuitos Integrados Digitales y Mixtos", que ha centrado sus actividades de investigación en la línea de microelectrónica para seguridad durante los últimos años.

## Actividad científica
Brox inició su investigación en el diseño e implementación hardware de sistemas de inferencia basados en lógica difusa con aplicación en procesado de imágenes. En el marco del proyecto europeo MOBY-DIC (FP7) coordinó al equipo de investigadores que llevaron a cabo el diseño de los circuitos integrados digitales dedicados a implementar los controladores no lineales. Más recientemente su actividad se ha centrado en seguridad hardware, desarrollando Physical Unclonable Functions (PUFs) basadas en SRAMs y ROs, así como la implementación hardware de funciones para criptografía simétrica y asimétrica. Su investigación ha dado lugar a numerosas publicaciones científicas en revistas de alto impacto. Una de sus publicaciones más relevantes es el libro titulado Fuzzy logic-based algorithms for video de-interlacing (editado por SpringerLink). Al mismo tiempo ha desarrollado varias patentes y ha coordinado varios proyectos de investigación. Ha dirigido tres tesis doctorales, dos de ellas en la Universidad de Sevilla.
Brox ha participado en distintas acciones de divulgación científica, tales como la Noche Europea de l@s investigador@s en la Universidad de Sevilla, colaboraciones con artículos de divulgación en prensa escrita en eldiario.es, el programa de divulgación científica del CSIC en Andalucía y Extremadura Yo investigo, entre otros.